# Liste der Mitglieder des Repräsentantenhauses im 116. Kongress der Vereinigten Staaten
- Dem.: 233
- noch offen: 4
- Rep.: 196
- LP: 1
- Unabh.: 1

Sitzverteilung im Repräsentantenhaus des 116. Kongresses nach Wahlkreisen. Kräftige Farben: Übernahme bzw. Hinzugewinn durch die jeweilige Partei.

Der 116. Kongress der Vereinigten Staaten wurde am 6. November 2018 gewählt und konstituierte sich am 3. Januar 2019. Die Demokratische Partei hat dabei nach acht Jahren die Mehrheit im Repräsentantenhaus der Vereinigten Staaten zurückerobert.

## Änderungen während der Legislaturperiode
- Pennsylvania, 12. Kongresswahlbezirk
  - Tom Marino (Republikanische Partei) kündigte am 17. Januar 2019 seinen Rücktritt zum 23. Januar 2019 an. Er gab an, in die Privatwirtschaft zu wechseln.[3] Der Gouverneur von Pennsylvania, Tom Wolf, legte den Nachwahltermin auf den 21. Mai 2019 fest.[4] Zum Nachfolger von Marino wurde Fred Keller (Republikanische Partei) gewählt.[5]
- North Carolina, 3. Kongresswahlbezirk
  - Walter B. Jones (Republikanische Partei) verstarb am 10. Februar 2019 an seinem 76. Geburtstag.[6] Die notwendige Nachwahl wurde für den 10. September 2019 festgelegt.[7] Als Nachfolger von Jones wurde Greg Murphy (Republikanische Partei) gewählt.[8]
- North Carolina, 9. Kongresswahlbezirk
  - Am 21. Februar wurde eine Neuwahl wegen Unregelmäßigkeiten bei der Wahl angeordnet.[9] Die Nachwahl fand am 10. September 2019 statt, gewählt wurde Dan Bishop (Republikanische Partei).[10]
- Michigan, 3. Kongresswahlbezirk
  - Justin Amash (Republikanische Partei) teilte am 4. Juli 2019 mit, dass er aus der Republikanischen Partei austritt und als Unabhängiger dem Repräsentantenhaus weiterhin angehören wird.[11] Am 1. Mai 2020 teilte er mit, dass er ab sofort Mitglied der Libertarian Party ist.[12]
- Wisconsin, 7. Kongresswahlbezirk
  - Sean Duffy (Republikanische Partei) erklärte am 26. August 2019 seinen Rücktritt zum 23. September 2019.[13] Die Nachwahl am 12. Mai 2020 konnte Tom Tiffany (Republikanische Partei) für sich entscheiden.[14]
- New York, 27. Kongresswahlbezirk
  - Chris Collins (Republikanische Partei) erklärte am 30. September 2019 seinen Rücktritt zum 1. Oktober 2019 aufgrund einer Anklage wegen Insiderhandels.[15] Die Nachwahl war für den 28. April 2020 geplant, wurde aber aufgrund der COVID-19-Pandemie in den Vereinigten Staaten auf den 23. Juni 2020 verschoben. Gewonnen wurde sie vom Republikaner Christopher Jacobs.[16]
- Maryland, 7. Kongresswahlbezirk
  - Elijah Cummings (Demokratische Partei) verstarb am 17. Oktober 2019.[17] Die notwendige Nachwahl am 28. April 2020 entschied Kweisi Mfume (Demokratische Partei) für sich, am 5. Mai 2020 wurde er vereidigt.[18]
- Kalifornien, 25. Kongresswahlbezirk
  - Katie Hill (Demokratische Partei) trat am 1. November 2019 mit sofortiger Wirkung wegen Vorwürfen zurück, sie habe eine ungewöhnliche Beziehung zu einer Mitarbeiterin gepflegt.[19] Am 3. März 2020 fand die Nachwahl statt, dort konnte kein Kandidat eine absolute Mehrheit der Stimmen erringen. Am 12. Mai 2020 fand die Stichwahl statt, bei der sich Mike Garcia (Republikanische Partei) durchsetzen konnte.[20]
- New Jersey, 2. Kongresswahlbezirk
  - Jeff Van Drew (Demokratische Partei) teilte am 19. Dezember 2019 mit, dass er zur Republikanischen Partei wechselt.[21]
- Kalifornien, 50. Kongresswahlbezirk
  - Duncan D. Hunter (Republikanische Partei) legte sein Mandat zum 13. Januar 2020 nieder, nachdem er wegen der Veruntreuung von Wahlkampfspenden angeklagt worden war und schuldig plädiert hatte. Der Sitz bleibt bis zur nächsten regulären Kongresswahl am 3. November 2020 vakant.[22]
- North Carolina, 11. Kongresswahlbezirk
  - Mark Meadows (Republikanische Partei) trat zum 30. März 2020 zurück um Stabschef des Weißen Hauses zu werden. Der Sitz bleibt bis zur nächsten regulären Kongresswahl vakant.[23]
- Texas, 4. Kongresswahlbezirk
  - John Ratcliffe (Republikanische Partei) wurde am 21. Mai 2020 vom Senat als Director of National Intelligence bestätigt, nachdem Präsident Trump ihn hierfür nominiert hatte. Der Sitz bleibt bis zur nächsten regulären Kongresswahl vakant.[24]
- Georgia, 5. Kongresswahlbezirk
  - John Lewis (Demokratische Partei) verstarb am 17. Juli 2020.[25] Die Nachwahl am 1. Dezember 2020 gewann der Demokrat Kwanza Hall.[26]
- Georgia, 14. Kongresswahlbezirk
  - Der Abgeordnete Tom Graves (Republikanische Partei) trat mit Wirkung zum 4. Oktober 2020 zurück. Sein Sitz bleibt bis zur regulären Kongresswahl im November 2020 unbesetzt.[27]
- Michigan, 10. Kongresswahlbezirk
  - Paul Mitchell (Republikanische Partei) trat am 14. Dezember 2020 aus seiner Fraktion aus und beendete die Legislaturperiode als unabhängiger Abgeordneter.[28]

## Liste der Abgeordneten
Alabama
1. Bradley Byrne (R)
2. Martha Roby (R)
3. Mike D. Rogers (R)
4. Robert Aderholt (R)
5. Mo Brooks (R)
6. Gary Palmer (R)
7. Terri Sewell (D)

Alaska
1. Don Young (R)

Arizona
1. Tom O’Halleran (D)
2. Ann Kirkpatrick (D)
3. Raúl Grijalva (D)
4. Paul Gosar (R)
5. Andy Biggs (R)
6. David Schweikert (R)
7. Ruben Gallego (D)
8. Debbie Lesko (R)
9. Greg Stanton (D)

Arkansas
1. Rick Crawford (R)
2. French Hill (R)
3. Steve Womack (R)
4. Bruce Westerman (R)

Colorado
1. Diana DeGette (D)
2. Joe Neguse (D)
3. Scott Tipton (R)
4. Ken Buck (R)
5. Doug Lamborn (R)
6. Jason Crow (D)
7. Ed Perlmutter (D)

Connecticut
1. John Larson (D)
2. Joe Courtney (D)
3. Rosa DeLauro (D)
4. Jim Himes (D)
5. Jahana Hayes (D)

Delaware
1. Lisa Blunt Rochester (D)

Florida
1. Matt Gaetz (R)
2. Neal Dunn (R)
3. Ted Yoho (R)
4. John Rutherford (R)
5. Al Lawson (D)
6. Michael Waltz (R)
7. Stephanie Murphy (D)
8. Bill Posey (R)
9. Darren Soto (D)
10. Val Demings (D)
11. Daniel Webster (R)
12. Gus Bilirakis (R)
13. Charlie Crist (D)
14. Kathy Castor (D)
15. Ross Spano (R)
16. Vern Buchanan (R)
17. Greg Steube (R)
18. Brian Mast (R)
19. Francis Rooney (R)
20. Alcee Hastings (D)
21. Lois Frankel (D)
22. Ted Deutch (D)
23. Debbie Wasserman Schultz (D)
24. Frederica Wilson (D)
25. Mario Diaz-Balart (R)
26. Debbie Mucarsel-Powell (D)
27. Donna Shalala (D)

Georgia
1. Buddy Carter (R)
2. Sanford Bishop (D)
3. Drew Ferguson (R)
4. Hank Johnson (D)
5. Kwanza Hall (D)
6. Lucy McBath (D)
7. Rob Woodall (R)
8. Austin Scott (R)
9. Doug Collins (R)
10. Jody Hice (R)
11. Barry Loudermilk (R)
12. Rick W. Allen (R)
13. David Scott (D)
14. vakant

Hawaii
1. Ed Case (D)
2. Tulsi Gabbard (D)

Idaho
1. Russ Fulcher (R)
2. Mike Simpson (R)

Illinois
1. Bobby L. Rush (D)
2. Robin Kelly (D)
3. Dan Lipinski (D)
4. Chuy García (D)
5. Michael Quigley (D)
6. Sean Casten (D)
7. Danny K. Davis (D)
8. Raja Krishnamoorthi (D)
9. Jan Schakowsky (D)
10. Brad Schneider (D)
11. Bill Foster (D)
12. Mike Bost (R)
13. Rodney L. Davis (R)
14. Lauren Underwood (D)
15. John Shimkus (R)
16. Adam Kinzinger (R)
17. Cheri Bustos (D)
18. Darin LaHood (R)

Indiana
1. Pete Visclosky (D)
2. Jackie Walorski (R)
3. Jim Banks (R)
4. Jim Baird (R)
5. Susan Brooks (R)
6. Greg Pence (R)
7. André Carson (D)
8. Larry Bucshon (R)
9. Trey Hollingsworth (R)

Iowa
1. Abby Finkenauer (D)
2. David Loebsack (D)
3. Cindy Axne (D)
4. Steve King (R)

Kalifornien
1. Doug LaMalfa (R)
2. Jared Huffman (D)
3. John Garamendi (D)
4. Tom McClintock (R)
5. Mike Thompson (D)
6. Doris Matsui (D)
7. Ami Bera (D)
8. Paul Cook (R)
9. Jerry McNerney (D)
10. Josh Harder (D)
11. Mark DeSaulnier (D)
12. Nancy Pelosi (D)
13. Barbara Lee (D)
14. Jackie Speier (D)
15. Eric Swalwell (D)
16. Jim Costa (D)
17. Ro Khanna (D)
18. Anna Eshoo (D)
19. Zoe Lofgren (D)
20. Jimmy Panetta (D)
21. TJ Cox (D)
22. Devin Nunes (R)
23. Kevin McCarthy (R)
24. Salud Carbajal (D)
25. Mike Garcia (R)
26. Julia Brownley (D)
27. Judy Chu (D)
28. Adam Schiff (D)
29. Tony Cardenas (D)
30. Brad Sherman (D)
31. Pete Aguilar (D)
32. Grace Napolitano (D)
33. Ted Lieu (D)
34. Jimmy Gomez (D)
35. Norma Torres (D)
36. Raul Ruiz (D)
37. Karen Bass (D)
38. Linda Sánchez (D)
39. Gil Cisneros (D)
40. Lucille Roybal-Allard (D)
41. Mark Takano (D)
42. Ken Calvert (R)
43. Maxine Waters (D)
44. Nanette Barragán (D)
45. Katie Porter (D)
46. Lou Correa (D)
47. Alan Lowenthal (D)
48. Harley Rouda (D)
49. Mike Levin (D)
50. vakant
51. Juan Vargas (D)
52. Scott Peters (D)
53. Susan Davis (D)

Kansas
1. Roger Marshall (R)
2. Steve Watkins (R)
3. Sharice Davids (D)
4. Ron Estes (R)

Kentucky
1. James Comer (R)
2. Brett Guthrie (R)
3. John Yarmuth (D)
4. Thomas Massie (R)
5. Hal Rogers (R)
6. Andy Barr (R)

Louisiana
1. Steve Scalise (R)
2. Cedric Richmond (D)
3. Clay Higgins (R)
4. Mike Johnson (R)
5. Ralph Abraham (R)
6. Garret Graves (R)

Maine
1. Chellie Pingree (D)
2. Jared Golden (D)

Maryland
1. Andrew P. Harris (R)
2. Dutch Ruppersberger (D)
3. John Sarbanes (D)
4. Anthony G. Brown (D)
5. Steny Hoyer (D)
6. David Trone (D)
7. Kweisi Mfume (D)
8. Jamie Raskin (D)

Massachusetts
1. Richard Neal (D)
2. Jim McGovern (D)
3. Lori Trahan (D)
4. Joseph Patrick Kennedy (D)
5. Katherine Clark (D)
6. Seth Moulton (D)
7. Ayanna Pressley (D)
8. Stephen Lynch (D)
9. William R. Keating (D)

Michigan
1. Jack Bergman (R)
2. Bill Huizenga (R)
3. Justin Amash (L)
4. John Moolenaar (R)
5. Dan Kildee (D)
6. Fred Upton (R)
7. Tim Walberg (R)
8. Elissa Slotkin (D)
9. Andy Levin (D)
10. Paul Mitchell (I)
11. Haley Stevens (D)
12. Debbie Dingell (D)
13. Rashida Tlaib (D)
14. Brenda Lawrence (D)

Minnesota
1. Jim Hagedorn (R)
2. Angie Craig (D)
3. Dean Phillips (D)
4. Betty McCollum (D)
5. Ilhan Omar (D)
6. Tom Emmer (R)
7. Collin Peterson (D)
8. Pete Stauber (R)

Mississippi
1. Trent Kelly (R)
2. Bennie Thompson (D)
3. Michael Guest (R)
4. Steven Palazzo (R)

Missouri
1. William Lacy Clay (D)
2. Ann Wagner (R)
3. Blaine Luetkemeyer (R)
4. Vicky Hartzler (R)
5. Emanuel Cleaver (D)
6. Sam Graves (R)
7. Billy Long (R)
8. Jason T. Smith (R)

Montana
1. Greg Gianforte (R)

Nebraska
1. Jeff Fortenberry (R)
2. Don Bacon (R)
3. Adrian M. Smith (R)

Nevada
1. Dina Titus (D)
2. Mark Amodei (R)
3. Susie Lee (D)
4. Steven Horsford (D)

New Hampshire
1. Chris Pappas (D)
2. Ann McLane Kuster (D)

New Jersey
1. Donald Norcross (D)
2. Jeff Van Drew (R)
3. Andy Kim (D)
4. Chris Smith (R)
5. Josh Gottheimer (D)
6. Frank Pallone (D)
7. Tom Malinowski (D)
8. Albio Sires (D)
9. Bill Pascrell (D)
10. Donald Payne Jr. (D)
11. Mikie Sherrill (D)
12. Bonnie Watson Coleman (D)

New Mexico
1. Deb Haaland (D)
2. Xochitl Torres Small (D)
3. Ben R. Luján (D)

New York
1. Lee Zeldin (R)
2. Peter T. King (R)
3. Thomas Suozzi (D)
4. Kathleen Rice (D)
5. Gregory Meeks (D)
6. Grace Meng (D)
7. Nydia Velázquez (D)
8. Hakeem Jeffries (D)
9. Yvette Clarke (D)
10. Jerrold Nadler (D)
11. Max Rose (D)
12. Carolyn B. Maloney (D)
13. Adriano Espaillat (D)
14. Alexandria Ocasio-Cortez (D)
15. José Serrano (D)
16. Eliot Engel (D)
17. Nita Lowey (D)
18. Sean Patrick Maloney (D)
19. Antonio Delgado (D)
20. Paul Tonko (D)
21. Elise Stefanik (R)
22. Anthony Brindisi (D)
23. Tom Reed (R)
24. John Katko (R)
25. Joseph D. Morelle (D)
26. Brian Higgins (D)
27. Christopher Jacobs (R)

North Carolina
1. G. K. Butterfield (D)
2. George Holding (R)
3. Greg Murphy (R)
4. David Price (D)
5. Virginia Foxx (R)
6. Mark Walker (R)
7. David Rouzer (R)
8. Richard Hudson (R)
9. Dan Bishop (R)
10. Patrick McHenry (R)
11. vakant
12. Alma Adams (D)
13. Ted Budd (R)

North Dakota
1. Kelly Armstrong (R)

Ohio
1. Steve Chabot (R)
2. Brad Wenstrup (R)
3. Joyce Beatty (D)
4. Jim Jordan (R)
5. Bob Latta (R)
6. Bill Johnson (R)
7. Bob Gibbs (R)
8. Warren Davidson (R)
9. Marcy Kaptur (D)
10. Mike Turner (R)
11. Marcia Fudge (D)
12. Troy Balderson (R)
13. Tim Ryan (D)
14. David Joyce (R)
15. Steve Stivers (R)
16. Anthony Gonzalez (R)

Oklahoma
1. Kevin Hern (R)
2. Markwayne Mullin (R)
3. Frank Lucas (R)
4. Tom Cole (R)
5. Kendra Horn (D)

Oregon
1. Suzanne Bonamici (D)
2. Greg Walden (R)
3. Earl Blumenauer (D)
4. Peter DeFazio (D)
5. Kurt Schrader (D)

Pennsylvania
1. Brian Fitzpatrick (R)
2. Brendan Boyle (D)
3. Dwight Evans (D)
4. Madeleine Dean (D)
5. Mary Gay Scanlon (D)
6. Chrissy Houlahan (D)
7. Susan Wild (D)
8. Matt Cartwright (D)
9. Dan Meuser (R)
10. Scott Perry (R)
11. Lloyd Smucker (R)
12. Fred Keller (R)
13. John Joyce (R)
14. Guy Reschenthaler (R)
15. Glenn Thompson (R)
16. Mike Kelly (R)
17. Conor Lamb (D)
18. Michael F. Doyle (D)

Rhode Island
1. David Cicilline (D)
2. James Langevin (D)

South Carolina
1. Joe Cunningham (D)
2. Joe Wilson (R)
3. Jeff Duncan (R)
4. William Timmons (R)
5. Ralph Norman (R)
6. Jim Clyburn (D)
7. Tom Rice (R)

South Dakota
1. Dusty Johnson (R)

Tennessee
1. Phil Roe (R)
2. Tim Burchett (R)
3. Chuck Fleischmann (R)
4. Scott DesJarlais (R)
5. Jim Cooper (D)
6. John Williams Rose (R)
7. Mark E. Green (R)
8. David Kustoff (R)
9. Steve Cohen (D)

Texas
1. Louie Gohmert (R)
2. Dan Crenshaw (R)
3. Van Taylor (R)
4. vakant
5. Lance Gooden (R)
6. Ron Wright (R)
7. Lizzie Fletcher (D)
8. Kevin Brady (R)
9. Al Green (D)
10. Michael McCaul (R)
11. Mike Conaway (R)
12. Kay Granger (R)
13. Mac Thornberry (R)
14. Randy Weber (R)
15. Vicente González (D)
16. Veronica Escobar (D)
17. Bill Flores (R)
18. Sheila Jackson Lee (D)
19. Jodey Arrington (R)
20. Joaquín Castro (D)
21. Chip Roy (R)
22. Pete Olson (R)
23. Will Hurd (R)
24. Kenny Marchant (R)
25. Roger Williams (R)
26. Michael C. Burgess (R)
27. Michael Cloud (R)
28. Henry Cuellar (D)
29. Sylvia Garcia (D)
30. Eddie Bernice Johnson (D)
31. John Carter (R)
32. Colin Allred (D)
33. Marc Veasey (D)
34. Filemon Vela (D)
35. Lloyd Doggett (D)
36. Brian Babin (R)

Utah
1. Rob Bishop (R)
2. Chris Stewart (R)
3. John R. Curtis (R)
4. Ben McAdams (D)

Vermont
1. Peter Welch (D)

Virginia
1. Rob Wittman (R)
2. Elaine Luria (D)
3. Bobby Scott (D)
4. Donald McEachin (D)
5. Denver Riggleman (R)
6. Ben Cline (R)
7. Abigail Spanberger (D)
8. Don Beyer (D)
9. Morgan Griffith (R)
10. Jennifer Wexton (R)
11. Gerry Connolly (D)

Washington
1. Suzan DelBene (D)
2. Rick Larsen (D)
3. Jaime Herrera Beutler (R)
4. Dan Newhouse (R)
5. Cathy McMorris Rodgers (R)
6. Derek Kilmer (D)
7. Pramila Jayapal (D)
8. Kim Schrier (D)
9. Adam Smith (D)
10. Dennis Heck (D)

West Virginia
1. David McKinley (R)
2. Alex Mooney (R)
3. Carol Miller (R)

Wisconsin
1. Bryan Steil (R)
2. Mark Pocan (D)
3. Ron Kind (D)
4. Gwen Moore (D)
5. Jim Sensenbrenner (R)
6. Glenn Grothman (R)
7. Tom Tiffany (R)
8. Mike Gallagher (R)

Wyoming
1. Liz Cheney (R)

## Nicht stimmberechtigte Abgeordnete
Im Repräsentantenhaus sitzen insgesamt sechs nicht stimmberechtigte Delegierte aus den amerikanischen Territorien und dem Bundesdistrikt.
Amerikanisch-Samoa
- Amata Coleman Radewagen (R)

District of Columbia
- Eleanor Holmes Norton (D)

Guam
- Michael San Nicolas (D)

Puerto Rico
- Jenniffer González (R und PNP)

Amerikanische Jungferninseln
- Stacey Plaskett (D)

Nördliche Marianen
- Gregorio Sablan (I)[29]